# Zipper Catches Skin
Zipper Catches Skin es el 14º álbum de Alice Cooper, editado por Warner Bros. en 1982.
El disco, producido por Cooper y el bajista Erik Scott, sigue las directrices pop rock y new wave de álbumes anteriores, como Special Forces o Flush the Fashion, con un considerable sesgo sarcástico-cómico en las letras, y un sonido en general moderno.
No obstante disfrutar de amplia distribución internacional, acompañado del sencillo I Am the Future, el disco pasó casi desapercibido, sin prácticamente figurar en las listas, tanto de Europa como de su propio país, siendo el primer álbum de Cooper en caer fuera de los charts estadounidenses desde Easy Action (1970).
El antedicho corte I Am the Future, compuesto por Gary Osborne y Lalo Schifrin, fue incluido en la banda sonora de la película Class of 1984.
Zipper Catches Skin es uno de los tres discos pertenecientes a una época, acerca de la cual Alice dice tener recuerdos difusos, debido a sus -por entonces- serios problemas con el alcoholismo, siendo los otros dos el arriba mencionado Special Forces de 1981, y DaDa, de 1983.
Zipper Catches Skin (literalmente "la cremallera que atrapa la piel") surgió como "una pesadilla inducida por las drogas", según el guitarrista Dick Wagner. El álbum no fue apoyado con ninguna gira, y sus temas nunca fueron tocados en vivo.

## Lista de canciones
1. "Zorro's Ascent" (Alice Cooper, John Nitzinger, Billy Steele, Erik Scott) – 3:56
2. "Make That Money (Scrooge's Song)" (Cooper, Dick Wagner) – 3:30
3. "I Am the Future" (Gary Osborne, Lalo Schifrin) – 3:29
  - De la película canadiense Class of 1984
4. "No Baloney Homosapiens" (Cooper, Wagner) – 5:06
5. "Adaptable (Anything for You)" (Cooper, Steele, Scott) – 2:56
6. "I Like Girls" (Cooper, Nitzinger, Scott) – 2:25
7. "Remarkably Insincere" (Cooper, Nitzinger, Scott) – 2:07
8. "Tag, You're It" (Cooper, Nitzinger, Scott) – 2:54
9. "I Better Be Good" (Cooper, Wagner, Scott) – 2:48
10. "I'm Alive (That Was the Day My Pet Dead Returned to Save My Life)" (Cooper, Wagner, Scott) – 3:13

## Personal
- Alice Cooper – voz, sintetizadores
- Erik Scott – bajo
- Duane Hitchings – sintetizadores, guitarra
- John Nitzinger – guitarra
- Mike Pinera – guitarra
- Dick Wagner – guitarra
- Billy Steele – guitarra
- Jan Uvena – percusión
- Jeanne Harris – coros
- Franne Golde – coros
- Flo & Eddie – coros
- Patty Donahue – "voz y sarcasmos"